# Coquese Washington
Coquese Makebra Washington (Flint, 17 gennaio 1971) è un'ex cestista e allenatrice di pallacanestro statunitense, professionista nella ABL e nella WNBA.

## Carriera
Dal 2020 al 2022 è stata associate head coach a Notre Dame.

## Palmarès
- Campionato WNBA: 1

Houston Comets: 2000